# 이영창 (1932년)
이영창(1932년 12월 25일~2008년 4월 13일)은 대한민국의 정치인이다. 제14대 국회의원을 지냈다.

## 역대 선거 결과
|  | 54.37% |

|  | 23.81% |